# Goa Velha
Goa Velha is een census town in het district Noord-Goa van de Indiase staat Goa. 

## Demografie
Volgens de Indiase volkstelling van 2001 wonen er 5411 mensen in Goa Velha, waarvan 53% mannelijk en 47% vrouwelijk is. De plaats heeft een alfabetiseringsgraad van 77%. 